# Тортора
Тортора (італ. Tortora, сиц. Turtura) — муніципалітет в Італії, у регіоні Калабрія,  провінція Козенца.
Тортора розташована на відстані близько 360 км на південний схід від Рима, 140 км на північний захід від Катандзаро, 85 км на північний захід від Козенци.
Населення — 6156 осіб (2014).
Щорічний фестиваль відбувається 3 лютого. Покровитель — святий Власій.

## Демографія
Населення за роками:

Станом на 1 січня 2023 року в муніципалітеті офіційно проживало 308 іноземців з 26 країн, серед них 196 громадян країн Євросоюзу та 23 громадяни України.

## Клімат
| Praia a Mare/Tortora Marina | Місяці | Місяці | Місяці | Місяці | Місяці | Місяці | Місяці | Місяці | Місяці | Місяці | Місяці | Місяці | Пора | Пора | Пора | Пора | Рік  |
| Praia a Mare/Tortora Marina | Січ    | Лют    | Бер    | Кві    | Тра    | Чер    | Лип    | Сер    | Вер    | Жов    | Лис    | Гру    | Зим  | Вес  | Літ  | Осі  | Рік  |
| --------------------------- | ------ | ------ | ------ | ------ | ------ | ------ | ------ | ------ | ------ | ------ | ------ | ------ | ---- | ---- | ---- | ---- | ---- |
| Темп. макс. (°C)            | 14.7   | 12.8   | 15.6   | 18.3   | 23.3   | 25.6   | 28.1   | 28.6   | 25.4   | 23.0   | 19.6   | 15.4   | 14.3 | 19.1 | 27.4 | 22.7 | 20.9 |
| Темп. мін. (°C)             | 9.7    | 6.4    | 10.3   | 12.0   | 16.2   | 19.5   | 21.7   | 22.6   | 19.0   | 16.2   | 13.0   | 9.5    | 8.5  | 12.8 | 21.3 | 16.1 | 14.7 |

## Сусідні муніципалітети
- Аєта
- Лайно-Борго
- Лаурія
- Маратеа
- Прая-а-Маре
- Треккіна